# Buchowicze
Buchowicze (biał. Буховічы, Buchowiczy) – agromiasteczko na Białorusi, w rejonie kobryńskim obwodu brzeskiego. Miejscowość jest siedzibą sielsowietu Buchowicze.

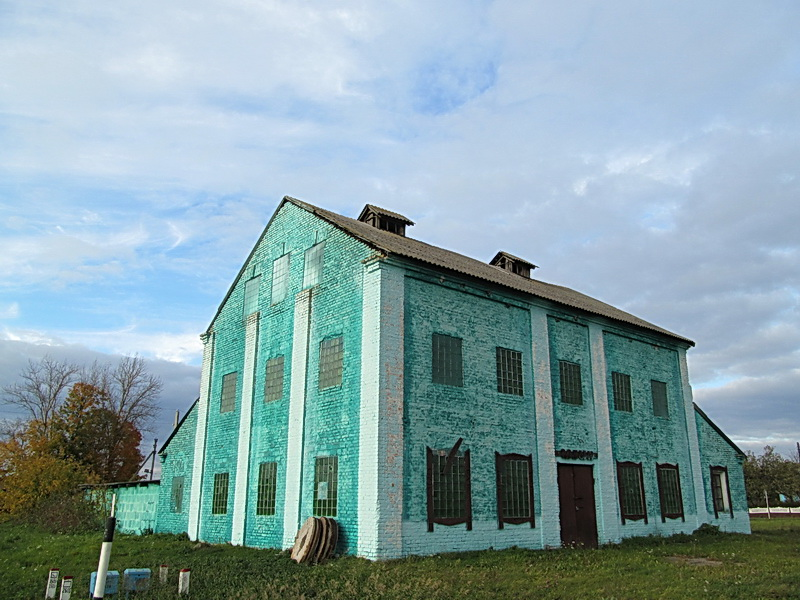
Młyn

## Położenie
Agromiasteczko jest położone 12 km na północny wschód od Kobrynia, 58 km na wschód od Brześcia.

## Zabytki[3]
W miejscowości stoi murowana parafialna cerkiew prawosławna pw. Opieki Matki Bożej z 1674 roku.